# Casa Sprague
La Casa Sprague (in inglese: Sprague House) è una storica residenza della città di Ithaca nello Stato di New York.

## Storia
La casa venne costruita nel 1871 da Charles Titus, colui che dopo aver incanalato il Six Mile Creek si fece promotore immobiliare dei terreni ora edificabili situati immediatamente a sud del centro della città di Ithaca. Titus vendette presto la casa ai suoi cognati, Joseph e Louisa Sprague.

## Descrizione
La casa è situata al 412 di South Albany Street nel quartiere di Henry St. John, a poca distanza dal centro di Ithaca.
L'edificio, che occupa un lotto d'angolo, presenta uno stile Secondo Impero, molto popolare negli Stati Uniti all'epoca della sua costruzione. Elevato su due livelli principali cui si deve aggiungere il piano mansardato, l'edificio presenta una pianta molto complessa. Una torretta angolare ornata alla sommià da decorazioni in ferro battuto caratterizza i prospetti rivolti verso meridione e oriente.

## Galleria d'immagini

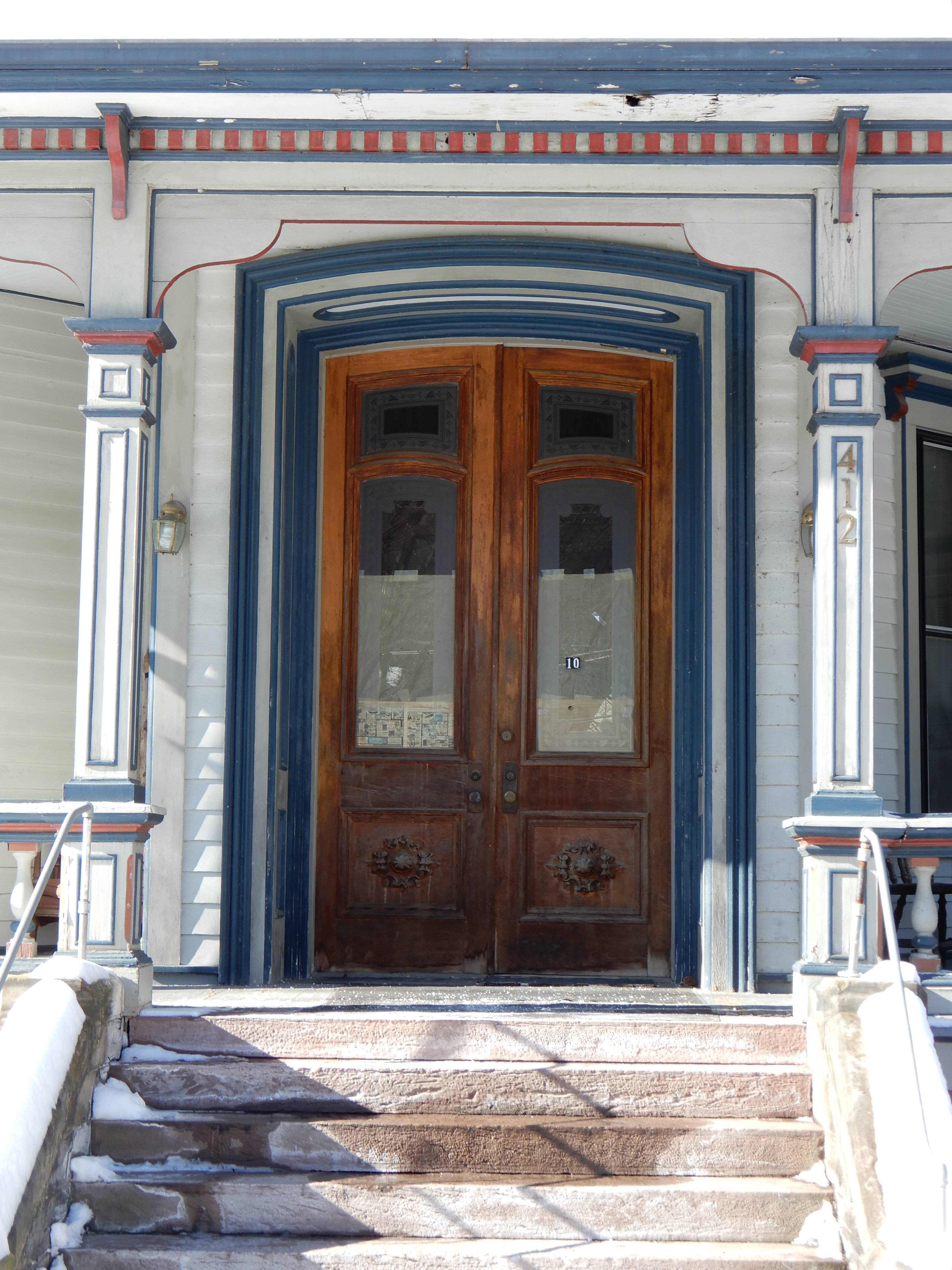
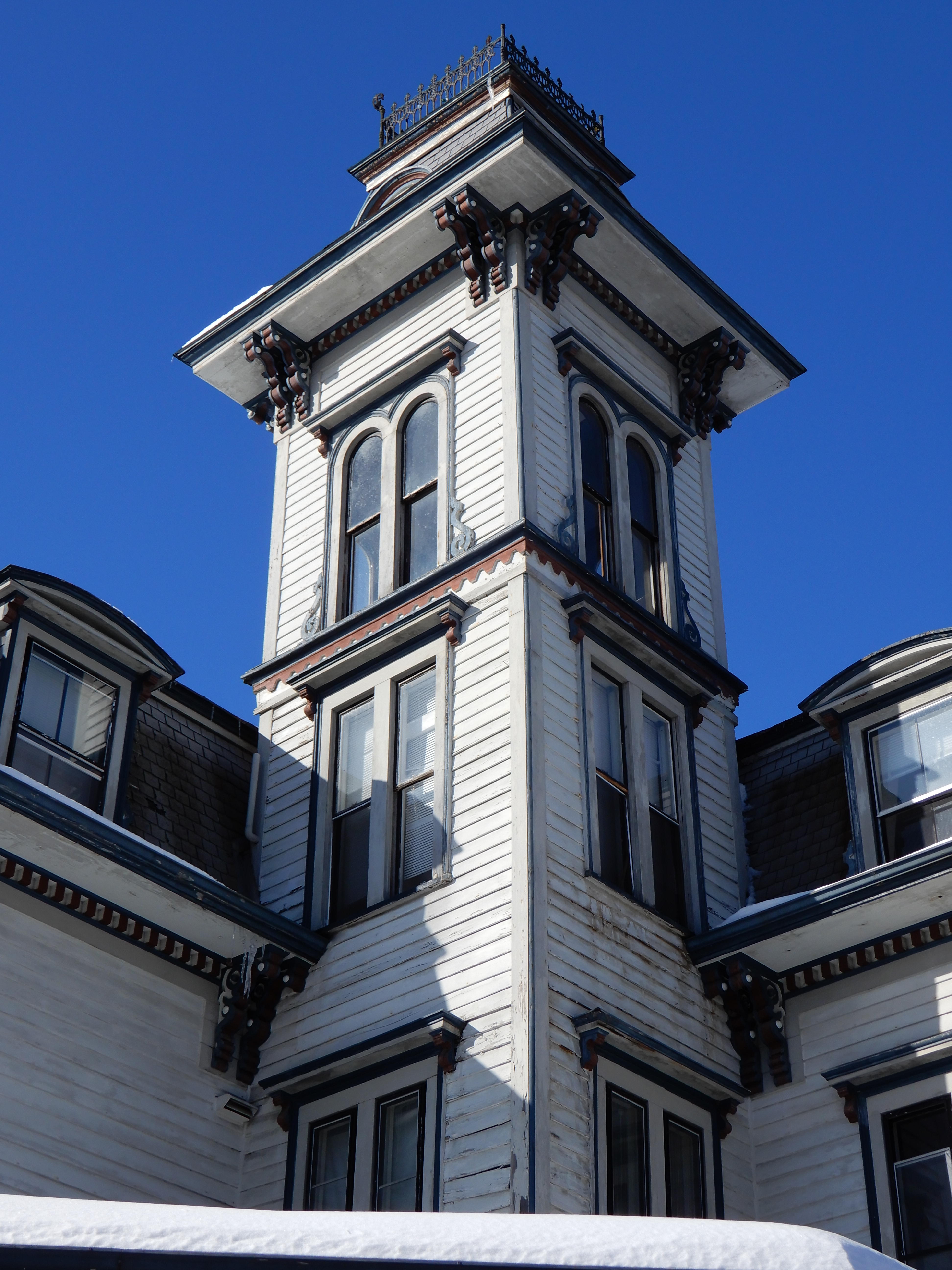
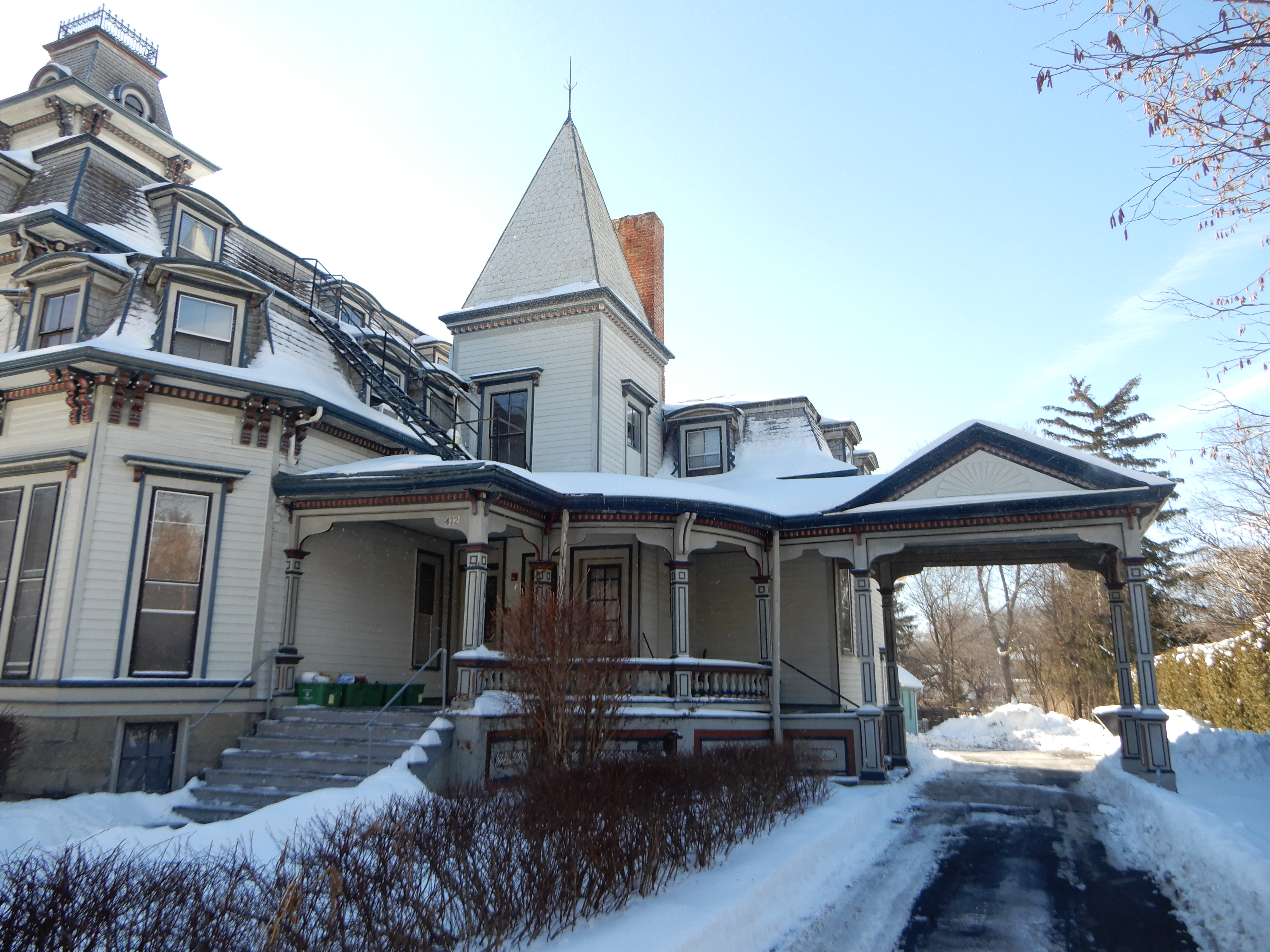